# 2023年10月中國大陸

## 10月5日
- 河南南陽村民洗劫迷笛音乐节營地，截至5日前，警方已接獲至少73起報案。[1][2][3]

## 10月10日
- 山东枣庄教育局回应学生在运动会上表演刺杀日本已故前首相安倍晋三的行为，称“允许学生犯错误”。[4][5]

## 10月13日
- 一名以色列外交人员家属在朝阳区一家超市前被刺伤，犯罪嫌疑人被逮捕。[6]

## 10月24日
- 第十四屆全國人大常委會免去中國人民解放軍上將李尚福的國務委員、國防部長、國家軍委委員等職務，同時免去原外交部長秦剛的國務委員職務[7]。

## 10月27日
- 中国前国务院总理李克强因突发性心脏病，经抢救无效，于0时10分在上海逝世，享年68岁[8]。
- 宁夏中宁县法院法拍镍铬合金块，买家当成金条花费32.66万元拍下后反悔，法院称交易合法有效，不予退款。[9]